# Ratlam
Ratlam è una suddivisione dell'India, classificata come municipal corporation, di 221.267 abitanti, capoluogo del distretto di Ratlam, nello stato federato del Madhya Pradesh. In base al numero di abitanti la città rientra nella classe I (da 100.000 persone in su).

## Geografia fisica
La città è situata a 23° 19' 0 N e 75° 4' 0 E e ha un'altitudine di 487 m s.l.m.

## Società

### Evoluzione demografica
Al censimento del 2001 la popolazione di Ratlam assommava a 221.267 persone, delle quali 113.982 maschi e 107.285 femmine. I bambini di età inferiore o uguale ai sei anni assommavano a 29.682, dei quali 15.121 maschi e 14.561 femmine. Infine, coloro che erano in grado di saper almeno leggere e scrivere erano 165.639, dei quali 91.730 maschi e 73.909 femmine.